# Нижній Болгач (заказник)
Ни́жній Бо́лгач — гідрологічний заказник місцевого значення в Україні. Об'єкт розташований на території Ріпкинського району Чернігівської області, на захід від села Довгуни.
Площа 5,5 га. Статус присвоєно згідно з рішенням Чернігівської обласної ради від 29.09.2016 року № 8-6/VII. Перебуває у віданні: Малинська сільська рада.
Статус присвоєно для збереження мальовничого заплавного озера. Довжина озера — понад 1 км (від західної околиці села Довгуни до північно-східної околиці смт Любеч), максимальна ширина бл. 60 м.